# Archantherix
Archantherix is een geslacht van Phasmatodea uit de familie Anisacanthidae. De wetenschappelijke naam van dit geslacht is voor het eerst geldig gepubliceerd in 2008 door Cliquennois.

## Soorten
Het geslacht Archantherix is monotypisch en omvat slechts de volgende soort:
- Archantherix tegminatus Cliquennois, 2008